# スティベン・メンドーサ
スティベン・メンドーサ（Steven Mendoza、1992年6月27日 - ）はコロンビアのサッカー選手。ポジションはFW。セアラーSC所属。

## 経歴
2010年8月8日のアトレティコ・ウイラ戦でプロデビュー。
2014年10月1日、チェンナイインFCと契約を結んだ。同月28日には初得点を決めたが、12月29日にSCコリンチャンス・パウリスタに移籍することを決断し、退団した。
コリンチャンスとは4年契約を結ぶも、加入初年度では思うような結果を残せず、2015年8月31日にチェンナイインに期限付き移籍で復帰した。
2018年1月17日、リーグ・アンのアミアンSCに3年半契約で加入した。
2021年2月、セアラーSCに移籍した。